# Miński Państwowy Uniwersytet Lingwistyczny
Miński Państwowy Uniwersytet Lingwistyczny (biał. Мінскі дзяржаўны лінгвістычны ўніверсітэт, Minski dziarżauny linhwistyczny uniwiersitet) – białoruska uczelnia o profilu lingwistycznym z siedzibą w Mińsku.
Uczelnia została założona w 1984 roku na bazie Wydziału Języków Obcych Instytutu Pedagogicznego. Początkowo nosiła nazwę „Mińskiego Państwowego Instytutu Pedagogicznego Języków Obcych”. 13 października 1993 roku została przekształcona w uniwersytet i otrzymała obecną nazwę.
Od momentu powstania stanowi główny ośrodek kształcenia tłumaczy i kadr pedagogicznych na Białorusi. Jest także głównym w kraju ośrodkiem nauki języków obcych i przygotowywania studentów zagranicznych. Obecnie studiują na niej przedstawiciele wszystkich kontynentów Ziemi.
W czasie swojego istnienia uczelnia wykształciła ponad 25 tysięcy nauczycieli i wykładowców, a także 2500 tłumaczy–referentów. Jej absolwenci pracują na wszystkich szczeblach systemu edukacji Białorusi – od przedszkoli i szkół do uniwersytetów i akademii. Wielu z nich pracuje także w białoruskich instytucjach państwowych: Ministerstwie Spraw Wewnętrznych, białoruskim KGB, Ministerstwie Spraw Zagranicznych, Ministerstwie Obrony, w dziedzinie ekonomii i finansów.
Uniwersytet uczestniczy w wielu międzynarodowych projektach z Rosją, Kanadą, Belgią, Niemcami, Hiszpanią i innymi krajami. Organizuje też konferencje naukowe i seminaria robocze we współpracy z Radą Europy. Pracujący na nim specjaliści reprezentują Białoruś na międzynarodowych sympozjach i kongresach naukowych.
Na bazie uniwersytetu działa 5 stowarzyszeń zawodowych: Białoruskie Stowarzyszenia Wykładowców Języków: Angielskiego, Francuskiego i Niemieckiego, Białoruskie Stowarzyszenie Lingwistyki Stosowanej i Białoruskie Stowarzyszenie Amerykanistyki.
Od 15 lat na uczelni działa chór studencki Cantus Juventae. W jego repertuarze znajduje się: białoruska muzyka narodowa, śpiewy duchowne, znane utwory kompozytorów białoruskich i zagranicznych, jazz itd. Chór wydał trzy płyty ze swoją twórczością. Od kilku lat działa też teatr francuski, wystawiający przedstawienia w języku francuskim. Na uniwersytecie działa też szereg centrów informacyjnych na temat kultur i języków – białoruskiego, hiszpańskiego, tureckiego i chińskiego.

## Wydziały
Na uniwersytecie działa 9 wydziałów:
- Wydział Języka Angielskiego
- Wydział Języka Niemieckiego
- Wydział Języka Francuskiego
- Wydział Języka Hiszpańskiego (jedyny zachowany na terenie dawnego ZSRR)
- Wydział Tłumaczenia
- Wydział Komunikacji Międzykulturowej
- Wydział Podnoszenia Kwalifikacji
- Wydział Kształcenia Kadr
- Wydział Języka Rosyjskiego dla Cudzoziemców

W sumie na uczelni wykłada się 14 języków obcych na 40 katedrach. Każdy student studiów dziennych, pobierający naukę na uniwersytecie, w ramach obowiązkowego programu uczy się dwóch języków obcych. Oprócz tego, każdy student ma możliwość nauki języków uzupełniających na katedrze trzeciego języka obcego.

## Absolwenci
Wśród absolwentów uczelni są m.in.:
- Michaił Chwastou – minister spraw zagranicznych Białorusi w latach 2000–2003
- Tacciana Prazarawa – asystentka ambasadora Korei na Białorusi
- Anatol Majsienia (1959–1996) – białoruski dziennikarz i politolog
- Jarasłau Ramanczuk – polityk i ekonomista, wiceprzewodniczący Zjednoczonej Partii Obywatelskiej
- Uładzimir Makiej – działacz państwowy, dyplomata, szef Administracji Prezydenta Białorusi
- Aleś Ancipienka(inne języki) – szef "Białoruskiego Kolegium", członek PEN-Clubu, autor licznych publikacji
- pracownicy Organizacji Narodów Zjednoczonych[3]

## Oskarżenia o represje polityczne wobec studentów
Uczelni zarzuca się wydalanie studentów z przyczyn politycznych. Według raportu przygotowanego przez polską Fundację Wolność i Demokracja, Natalla Baranawa, rektor uczelni, wydalała studentów za działalność polityczną.

## Literatura
- pod redakcją dr. Dariusza Zalewskiego, Marka Bućko, Michała Kurkiewicza i Tomasza Pisuli: Białoruski system represji. Prześladowcy i ich ofiary. Raport z realizacji projektu „Centrum dokumentacji i pomocy ofiarom represji politycznych na Białorusi”. Warszawa: Fundacja Wolność i Demokracja, grudzień 2007, s. 72.